# نوا (دستگاه موسیقی)
نوا یکی از دستگاه‌های موسیقی سنتی ایرانی است. این دستگاه در مقام نوا ریشه دارد و بیشتر درجاتش نیز با مقام قدیمی نوا مطابق است. از نظر فواصل، دستگاه نوا رابطهٔ تنگاتنگی با دستگاه شور دارد و بسیاری از گوشه‌هایش نیز در مایهٔ شور است. این امر و برخی دلایل دیگر باعث شده که گاهی نوا را جزو متعلقات دستگاه شور در نظر بگیرند، اما بیشتر ردیف‌دانان نوا را یک  دستگاه مستقل و جزو دستگاه‌های هفت‌گانهٔ اصلی می‌دانند. همچنین نوا ارتباط نزدیکی به آواز بیات اصفهان دارد و از نظر فواصل به گام کوچک نظری (مینور تئوریک) در موسیقی کلاسیک غربی نیز نزدیک است.
در ردیف موسیقی ایرانی گوشه‌های متعددی برای دستگاه نوا ذکر شده که بسیاری از آن‌ها دست کم در یک دستگاه دیگر نیز طبقه‌بندی می‌شوند. مهم‌ترین گوشه‌های دستگاه نوا عبارتند از: گردانیه، بیات راجه، نهفت، گوشت، نیشابورک، خجسته، عراق، عشاق، حسینی، بوسلیک، نیریز، رهاوی، ناقوس، و تخت طاقدیس. برخی از این گوشه‌ها زمینهٔ پرده‌گردانی به دستگاه‌های دیگر، به‌ویژه دستگاه شور را فراهم می‌کنند و حتی گاهی در انتهای اجرا فرود به مایهٔ اصلی دستگاه نوا صورت نمی‌گیرد. برخی از آثاری که در دستگاه نوا ساخته شده‌اند عبارتند از: آلبوم‌های چهره به چهره، نوا، مرکب‌خوانی، نی‌نوا و بی تو بسر نمی‌شود.

## تاریخچه و نام
در موسیقی قدیم ایران که مبتنی بر مقام‌ها بود، یکی از مقام‌های اصلی نوا نام داشت. درجات این مقام با درجات گام کوچک نظری (مینور تئوریک) در موسیقی کلاسیک غربی متناظر بود. برای این مقام دو شعبه نام برده می‌شد که یکی نوروز خارا نام داشت و دیگری ماهور. نام نوا حتی پیش از آنکه مقام‌های موسیقی به شکلی که در مکتب منتظمیه طبقه‌بندی شد، تکوین یابند نیز، در متون مربوط به موسیقی آمده‌است. اولین اشاره به آن نیز توسط ابن سینا در کتاب شفا صورت گرفته که در آن وی از اصفهان و سلمک نیز نام برده‌است.

درجات مقام نوا

دستگاه نوا نیز باقی ماندهٔ همان مقام نوا دانسته می‌شود اما امروزه نوا را همانند دستگاه شور و متعلقات آن با فواصل شور می‌نوازند؛ به این شکل که درجهٔ ششم مقام نوا در شکل دستگاهی کنونی‌اش، ربع پرده بالاتر از جایی اجرا می‌شود که در مقام نوا تعریف می‌شد. فرهاد فخرالدینی معتقد است که این تحریف و تغییر به مرور از دورهٔ قاجار به وجود آمده و به شکل امروزی تثبیت شده‌است. البته، امروزه نوازندگان تنبور و دوتار در کرمانشاه و خراسان نوا را با همان فواصل قدیم می‌نوازند و آن را به همان شکل کهنه‌اش حفظ کرده‌اند. همچنین فواصل گوشهٔ کنونی نهفت در دستگاه نوا، با فواصل مقام قدیم نوا دقیقاً منطبق است.

تفاوت درجهٔ ششم در نوای قدیم و دستگاه نوا

## ساختار
در دستگاه نوا نت پایه در میانهٔ مجموعه‌ای از درجات قرار می‌گیرد که معرف دستگاهند. نتی که یک درجه بمتر است (یعنی نت زیرپایه، یا درجهٔ دوم زیر نت پایه) معمولاً نت آغاز است و یک درجه پایین‌تر از آن (یعنی درجهٔ سوم زیر نت پایه) نت ایست دستگاه است. آخرین مورد یک نت ریزپرده‌ای است و فاصله‌اش با نت پایهٔ دستگاه به اندازهٔ یک سوم نیم‌بزرگ است. گسترهٔ صوتی دستگاه در مدار اصلی‌اش شامل دانگی بالاتر از نت پایه و دانگ بمتر از نت پایه است.
از آنجا که فواصل نوا و شور یکسان هستند، ساختار نوا را می‌توان در تناسب با شور نیز توصیف کرد. از این دیدگاه، شاهد نوا روی درجهٔ چهارم شور قرار دارد و نت ایست آن روی درجهٔ دوم شور.

## تحلیل ردیف
هرمز فرهت از دستگاه نوا در کنار راست‌پنج‌گاه به عنوان دو دستگاهی نام می‌برد که کمتر از بقیهٔ دستگاه‌ها اجرا می‌شوند. به گفتهٔ او تعداد موسیقی‌دانانی که تمام گوشه‌های نوا را بدانند، اندک است و برخلاف راست‌پنج‌گاه که دستگاهی پیچیده است و فراگیری‌اش نیازمند مهارت بالایی است، این عدم توجه به دستگاه نوا قابل توجیه نیست. برونو نتل نیز از این دو دستگاه کنار هم نام می‌برد و می‌افزاید که هر دو، بیش از آن که معرف یک مایهٔ جدید باشند، حاصل ترکیب گوشه‌هایی هستند که از دستگاه‌های دیگر به عاریت گرفته شده‌اند؛ چنان‌که ۱۹ گوشه از گوشه‌های راست‌پنج‌گاه و ۱۲ گوشه از گوشه‌های نوا در دستگاه‌های دیگر هم یافته می‌شوند.
دستگاه نوا شامل چندین گوشه است که در مایهٔ نوا نیستند. از این رو، در این دستگاه فرود به مایهٔ اصلی به کرات شنیده می‌شود. در فرود معمولاً از درجات دوم و سوم زیر نت پایه استفاده می‌شود و بر نت پایهٔ دستگاه نیز تأکید زیاد می‌شود. به‌طور خاص، در فرود نوا جهشی از درجهٔ چهارم به نت پایه اجرا می‌شود که به «بال کبوتر» مشهور است. همین الگو در فرودِ دستگاه شور نیز رایج است.
مهم‌ترین گوشه‌های دستگاه نوا عبارتند از: گردانیه، بیات راجه، نهفت، گوشت، نیشابورک، خجسته، عراق، عشاق، حسینی، بوسلیک، نیریز، رهاوی، ناقوس، و تخت طاقدیس.

### رابطه با دیگر دستگاه‌ها
از نظر درجات، نوا با بیات اصفهان رابطهٔ نزدیکی دارد. در بازه‌اش که از سه نت بمتر از نت پایهٔ نوا تا سه نت بالاترش را شامل می‌شود، تمام درجات مثل بیات اصفهان است؛ به‌جز نتی که دو درجه بمتر از نت پایهٔ نواست که در نوا ریزپرده‌ای است (مثلاً در نوای سل این درجه می کرن است) و در بیات اصفهان ریزپرده‌ای نیست (می بکار است). حتی گوشه‌های این دو نیز با هم شباهت‌هایی دارد (مثلاً، در هر دو از گوشهٔ بیات راجه و گوشهٔ عشاق اسم برده می‌شود) اما علی‌رغم شباهت مد و شباهت گوشه‌ها، پرده‌گردانی از نوا به بیات اصفهان و برعکس معمول نیست. از این جهت، می‌توان رابطهٔ آن‌ها را مانند رابطهٔ دستگاه‌های سه‌گاه و چهارگاه دانست که گوشه‌های همنام و مشابه زیاد دارند اما بینشان پرده‌گردانی صورت نمی‌گیرد.
اگرچه، در بیشتر متون مربوط به ردیف موسیقی ایرانی دستگاه نوا یکی از هفت دستگاه اصلی دانسته می‌شود اما علینقی وزیری آن را یکی از متعلقات دستگاه شور دانسته و روح‌الله خالقی نیز، که از شاگردان وزیری بود، این دیدگاه را تکرار کرده‌است. به نظر می‌رسد که دلیل این دیدگاه آن باشد که با شروع از درجهٔ چهارم دستگاه شور می‌توان به دستگاه نوا رسید. از‌ آنجا که به روش مشابهی می‌توان از دستگاه همایون به آواز بیات اصفهان رسید و اصفهان یک دستگاه مستقل دانسته نمی‌شود (بلکه از متعلقات همایون در نظر گرفته می‌شود)، وزیری و خالقی نوا را نیز یک دستگاه مستقل ندانسته‌اند. فرهت این دیدگاه وزیری را نقد می‌کند و تأکید می‌کند که در موسیقی ردیفی ایرانی، تمرکز مدها در حد یک دانگ است و در نتیجه رابطهٔ بین درجات دستگاه‌ها و آوازهای مختلف نباید به تنهایی مبنای تصمیم‌گیری در مورد استقلال آن‌ها از یکدیگر باشد.
از بین گوشه‌های دستگاه نوا، پنج گوشه زمینه‌سازان اصلی پرده‌گردانی به مایه‌های دیگر هستند. این پنج گوشه عبارتند از: عراق، نفهت، گوشت، نیشابورک و خجسته/مجلسی. از این میان، نهفت باعث انتقال به مایه‌ای می‌شود که مایهٔ اصلی هیچ‌یک از دستگاه‌ها نیست، گوشت باعث تغییر به مایه‌ای نزدیک به مایهٔ سه‌گاه می‌شود، نیشابورک منجر به انتقال به مایهٔ ماهور می‌گردد و خجسته و مجلسی هر دو به مایهٔ شور ورود می‌کنند.

### گوشه‌ها
منابع مختلف گوشه‌های زیر را برای دستگاه نوا برشمرده‌اند:
- درآمدها
- کرشمه
- گَردانیه (گردونیه)
- بیات راجه
- عشاق
- مُحَیِّر
- حزین
- زنگوله
- نَهُفت
- گَوِشت
- عشیران
- نیشابورک
- عراق
- مَجُسلی
- خجسته
- حسینی (حسین، ملک حسین)
- بوسلیک
- رَهاوی
- آواز مسیحی
- ناقوس (آواز ناقوس)
- نیریز
- رِنگ نستاری
- رِنگ نوا

درآمدها
در درآمد نوا توجه بیشتر به دانگی معطوف می‌شود که بمتر از نت پایهٔ دستگاه است. ملودی گاهی تا درجهٔ دومِ بالاتر از نت پایه نیز گسترش می‌یابد اما درجات سوم و چهارم به کار گرفته نمی‌شوند. مانند بسیاری دستگاه‌های دیگر، در دستگاه نوا هم ملودی درآمد معرف مایهٔ اصلی دستگاه است.
گردانیه
گوشهٔ گَردانیه گوشهٔ کوتاهی است که در مایهٔ نوا اجرا می‌شود و تنها تفاوتش با درآمد دستگاه در آن است که به درجهٔ سوم نوا نیز در آن توجه می‌شود.
بیات راجه (بیات راجع)
در این گوشه تمرکز ملودی روی دانگی است که درست بالای نت پایه قرار دارد. این دانگ از نظر درجات با بیات اصفهان مطابقت دارد و به آواز افشاری نیز نزدیک است؛ در نتیجه، بیات راجه در آواز افشاری و بیات اصفهان هم به کار می‌رود؛ اما در اصل متعلق به دستگاه نوا دانسته می‌شود.
نهفت
در گوشهٔ نَهُفت نت پایه یک اکتاو پایین برده می‌شود و نت پایهٔ جدیدی برای این گوشه به دست می‌آید. از این جهت، می‌توان این گوشه را شبیه به گوشهٔ موالیان در دستگاه همایون دانست. درجات چهارم و پنجم دستگاه (بر اساس این نت پایهٔ جدید) در مرکز ملودی گوشهٔ نهفت قرار دارند و درجات بالاتر (که به نت پایهٔ دستگاه در اکتاو اصلی‌اش نزدیک بودند) به کار گرفته نمی‌شوند؛ مگر در زمان فرود به مایهٔ اصلی دستگاه. نت زیرپایهٔ دستگاه (که درجهٔ هفتم در این گوشه است) نت ایست گوشه است و معمولاً با تحریر اجرا می‌شود. همچنین، درجهٔ ششم گوشه (که همان درجهٔ سوم پایین‌تر از نت پایهٔ دستگاه است) تبدیل به نت متغیر می‌شود و یک ربع پرده بالا برده می‌شود (مثلاً در نوای سل، می بمل تبدیل به می کرن می‌شود).
گوشت
گوشهٔ گوشت هم در همان اکتاو پایین‌تری قرار دارد که گوشهٔ نهفت قرار داشت. در گوشهٔ گَوِشت، درجهٔ دوم گوشه یک ربع پرده بمتر می‌شود (مثلاً در نوای سل، لا به لا کرن تغییر می‌یابد) و تبدیل به نت شاهد گوشه می‌شود. همزمان، درجهٔ پنجم گوشه نیز ربع پرده بم می‌شود (از ر به ر کرن) ولی این درجه چندان مورد توجه قرار نمی‌گیرد. نهایتاً، گوشت با فرود به مدار اصلی درآمد دنبال می‌شود و ملودی به نت پایهٔ دستگاه باز می‌گردد.
نیشابورک
نیشابورک
این گوشه گسترهٔ صوتی موسیقی را به مایهٔ اصلی نوا باز می‌گرداند؛ با این تفاوت که در آن به درجهٔ سوم و چهارم نوا توجه بیشتری می‌شود. یکی از مشخصه‌های گوشهٔ نیشابورک جهشی به اندازهٔ چهارم درست است که از نت پایهٔ نوا به درجهٔ چهارم آن انجام می‌شود. نام «شاوَرَک» هم برای این گوشه به کار می‌رود. نیشابورک نام درجهٔ هفتم دستگاه ماهور نیز هست، و گوشه‌ای به همین نام در دستگاه ماهور وجود دارد. در دستگاه نوا، گوشهٔ نیشابورک امکان پرده‌گردانی به دستگاه ماهور را فراهم می‌کند. به گفتهٔ بهروز وجدانی، گوشهٔ نیشابورک در ابتدا یک گوشهٔ سازی بوده‌است، و اجرای آوازی آن تنها از زمان عبدالله دوامی رواج یافته‌است. وی همچنین ذکر می‌کند که صفی‌الدین ارموی در الأدوار شعبهٔ بیست و دوم از شعبات بیست و چهارگانهٔ موسیقی قدیم را «خوزی» نامیده و توضیح می‌دهد که در موسیقی مقامی این شعبه منسوخ شده و نزد اهل عمل آن را با نام «نیشابورک» می‌شناسند.
خجسته
در گوشهٔ خجسته، تمرکز ملودی به درجات بالاتر می‌رود و درجات پنجم و ششم نوا اهمیت پیدا می‌کنند. درجهٔ پنجم نقش نت ایست را ایفا می‌کند. درجهٔ هفتم نیز گاهی شنیده می‌شود اما درجات پایین‌تر چندان به کار گرفته نمی‌شوند. تنها در فرود است که از نت پایه و درجهٔ دوم نوا استفاده می‌شود. به‌طور خلاصه، در این گوشه نت آغاز، شاهد و ایست بر درجهٔ پنجم نوا قرار دارد.
عراق
گوشهٔ عراق (و گوشهٔ نهیب) در اصل به دستگاه ماهور مربوطند و در آن دستگاه (و نیز در راست‌پنج‌گاه) اجرا می‌شوند، اما در دستگاه نوا نیز قابل اجرا هستند.
عشاق
این گوشه اگرچه از نظر فواصل با درجات شور مطابق است، اما معمولاً در اجرای خود دستگاه شور به کار نمی‌رود و مربوط به آواز دشتی (که از متعلقات شور است) دانسته می‌شود. در عوض، در اجرای دستگاه‌هایی نظیر همایون، راست‌پنج‌گاه و نوا و نیز در آوازهای بیات اصفهان و ابوعطا گوشهٔ عشاق به کار می‌رود و ساختارش نیز در تمام این دستگاه‌ها کمابیش یکسان است. در نوا، گوشهٔ عشاق با شروع از درجهٔ چهارمِ پایین‌تراز نت پایه به دست می‌آید؛ برای مثال، در نوای سل، با شروع از نت ر می‌توان عشاق را به دست آورد. در این حالت نت ر تبدیل به نت پایهٔ عشاق می‌شود و نت ایست آن یک درجه پایین‌تر (دو) و نت آغازش یک درجه بالاتر (می کرن) قرار دارد.
حسینی
گوشهٔ حسینی در اصل متعلق به دستگاه شور است. در این گوشه، درجهٔ چهارمِ پایین‌تر از نت پایهٔ نوا (که در عشاق تبدیل به نت پایهٔ گوشه شده بود) نت پایهٔ گوشه باقی می‌ماند. می‌توان چنین نتیجه گرفت که پس از اجرای گوشهٔ نهفت، عملاً مایهٔ نوا در گوشه‌های بعدی جای خود را به مایهٔ جدیدی می‌دهد که در گوشه‌های عشاق و حسینی مورد تأکید است. آنچه در مورد گوشهٔ حسینی اهمیت دارد، آن است که به جای فرود به نوا (چنان‌که در تمام گوشه‌های پیشین ذکر شد) این گوشه به دستگاه شور فرود می‌کند و به این ترتیب قطعه کاملاً به دستگاه شور پرده‌گردانی می‌کند. به گفتهٔ هرمز فرهت این پرده‌گردانی به شور، به تدریج در اجرای نوا فراگیرتر شد. حتی گاهی فرود گوشه‌های دیگر به شور نیز صورت می‌گیرد. وضع مشابهی در گوشه‌های دستگاه افشاری نیز وجود دارد و به عقیدهٔ فرهت این که افشاری (و بعضاً نوا) جزو متعلقات شور دانسته می‌شوند، ممکن است به این دلیل باشد.
بوسلیک

گوشهٔ بوسلیک از نظر مد در دستگاه شور قرار دارد اما جزئی از دستگاه نوا طبقه‌بندی می‌شود. 

مشخصات گوشهٔ بوسلیک، در مقایسه با دستگاه شور و نوا. شاهد بوسلیک منطبق است بر درجهٔ یازدهم شور و درجهٔ هشتم نوا.

در تقسیم‌بندی دستگاهی موسیقی ایرانی، گوشه‌ای با نام بوسلیک در دستگاه نوا طبقه‌بندی می‌شود؛ اگرچه، رابطهٔ تنگاتنگی با دستگاه شور نیز دارد اما فواصل این گوشه با مقام قدیمی بوسلیک سازگار نیست و به زعم منصوره ثابت‌زاده مقام قدیمی بوسلیک از نظر فواصل با آواز اصفهان و دستگاه ماهور بیشترین مطابقت را دارد.
گوشهٔ بوسلیک در اوج دستگاه نوا اجرا می‌شود. فخرالدینی نت شاهد آن را درجهٔ هشتم نوا و نت ایست آن را درجهٔ چهارم نوا می‌نامد. فرهت نت شاهد را درجهٔ چهارم نوا و نت آغاز را درجهٔ پنجم نوا می‌نامد و تأکید می‌کند که در این گوشه نت متغیر وجود ندارد. بخش آغازین گوشهٔ نیریز نیز بر اساس گوشهٔ بوسلیک استوار است.
اگر در گامی که مبتنی بر گوشهٔ بوسلیک بر پایهٔ نتِ سی است، از درجهٔ چهارم (یعنی «می») شروع کنیم و به سمت بالا بشماریم، به درجات دستگاه شور نزدیک‌تر می‌شویم. در عمل هم بوسلیک بیشتر در «شورِ می» اجرا می‌شود یعنی «فا دیز» با «فا سُری» جایگزین می‌شود (که به «فا بکار» نزدیک‌تر است). در این حالت نت «دو سری» در درجهٔ ششم هم در واقع نت متغیر درجهٔ دستگاه ششم شور به حساب خواهد آمد. به عقیدهٔ فرهاد فخرالدینی اوج آواز دشتی و بیات اصفهان و دستگاه همایون که هر سه «عشاق» نامیده شده‌اند نیز، همگی بهتر بود بوسلیک نامیده می‌شدند. بوسلیک با این‌که میل و نزدیکی به دستگاه شور دارد اما در دستگاه شور گنجانده نشده است. به عقیدهٔ هرمز فرهت تقسیم‌بندی گوشهٔ بوسلیک در دستگاه نوا خلاف قاعده است اما به زعم او چنین اتفاق‌های خلاف قاعده‌ای در موسیقی سنتی ایرانی، نادر نیست.
نیریز
این گوشه در امتداد گوشهٔ بوسلیک و در مایهٔ شور است ولی باز در دستگاه شور اجرا نمی‌شود و در دستگاه‌های نوا، ماهور و راست‌پنج‌گاه کاربرد دارد. در این گوشه درجهٔ دوم نوا تبدیل به شاهد می‌شود و بیشتر تمرکز ملودی روی درجات دوم و سوم نواست و به ندرت درجهٔ چهارم نیز استفاده می‌شود. نت آغاز این گوشه معمولاً درجهٔ سوم پایین‌تر از نت پایهٔ نواست.
رهاوی
تمرکز گوشهٔ رهاوی روی دانگ دوم دستگاه شور است. در این گوشه هیچ نتی را نمی‌توان شاهد نامید و ملودی حالتی پی‌درپی دارد که در آن از درجات مختلف به یک اندازه استفاده می‌شود. یک مشخصهٔ این گوشه آن است که در ابتدایش یک جهش به اندازهٔ چهارم درست رخ می‌دهد (از درجهٔ دوم پایین‌تر از نت پایه، به درجهٔ سوم نوا).
مسیحی
گوشهٔ مسیحی در آواز افشاری نیز اجرا می‌شود و در محور اصلی دستگاه شور قرار دارد. برونو نتل در بررسی ردیف‌های مختلف به این نتیجه رسید که گوشهٔ رهاوی که خود نیز به دستگاه شور تعلق دارد و در دستگاه‌های مختلف اجرا می‌شود، همیشه با گوشهٔ مسیحی دنبال می‌شود؛ مگر در خودِ دستگاه شور. وی اشاره می‌کند که از همین رو در برخی ردیف‌ها به گوشهٔ مسیحی با نام «رهاب مسیحی» اشاره می‌شود (رهاب نام دیگری برای گوشه رهاوی است).
ناقوس
گوشهٔ ناقوس نیز در مایهٔ شور و تمرکزش روی دانگ اول این دستگاه است. درجهٔ پنجم نت شاهد است؛ درجهٔ سوم نت آغاز و نت زیرپایه هم نت ایست.
تخت طاقدیس
گوشهٔ تخت طاقدیس نیز در مایهٔ شور است اما برخلاف گوشه‌های قبلی گسترهٔ بزرگتری از دامنهٔ صوتی شور را به کار می‌بندد. در اینجا درجهٔ پنجم شور تبدیل به یک نت متغیر می‌شود و ربع پرده بمتر می‌شود. مانند گوشهٔ رهاوی، در این گوشه نیز یک پرش به اندازهٔ چهارم درست در ابتدای اجرا رخ می‌دهد.
به این ترتیب، آخرین گوشهٔ دستگاه نوا، در مایهٔ نوا نیست بلکه در مایهٔ شور است. با این حال، می‌توان با یک فرود به نوا، اجرای موسیقی را در دستگاه اولیه به پایان برد. این فرود نزد موسیقی‌دانان جدیدتر بیشتر فراگیر است اما علی رغم آن، ارتباط بین دستگاه نوا و شور انکارناپذیر است.

## احساس
در متون قدیمی، مقام نوا را با قدرت و شجاعت مرتبط می‌دانستند اما در متون جدید تعابیر متفاوتی برای دستگاه نوا ارائه شده‌است و آن را نه زیاد شاد و نه زیاد غمگین دانسته‌اند. به عقیدهٔ علینقی وزیری رفتار و حالات نوا مانند شور است (دستگاه شور خود دارای گستره‌ای از احساس‌های مختلف دانسته می‌شود). داریوش طلایی نیز در تحقیقاتش به این نتیجه رسیده‌است که دستگاه نوا را از نظر مُدال می‌توان با آواز دشتی در یک گروه طبقه‌بندی کرد (آواز دشتی را معمولاً غم‌انگیز و سوزناک توصیف کرده‌اند) اما شاهین فرهت نوا را دارای احساسی منحصر به فرد می‌داند که شبیه هیچ دستگاه دیگری نیست. داریوش صفوت هم نوا را دارای حالت آرامش و آسودگی می‌داند و برای آن ویژگی‌های عرفانی قائل می‌شود.

## نمونه‌ها
آلبوم چهره به چهره ساختهٔ محمدرضا لطفی با آواز محمدرضا شجریان، آلبوم نوا، مرکب‌خوانی از پرویز مشکاتیان با آواز شجریان، آلبوم نی‌نوا از حسین علیزاده و آلبوم بی تو بسر نمی‌شود ساختهٔ علیزاده و با آواز شجریان در دستگاه نوا هستند. بخشی از آلبوم راز گل ساختهٔ محمد آذری و تنظیم مجتبی میرزاده، با صدای علیرضا افتخاری نیز در دستگاه نواست.